# Vườn quốc gia Veluwezoom
Vườn quốc gia Veluwezoom là một vườn quốc gia nằm ở tỉnh Gelderland, Hà Lan. Vườn quốc gia này có diện tích 50 km2 và tọa lạc tại rìa đông nam của Veluwe. Điểm cao nhất có độ cao 110 m trên mực nước biển.
Cảnh quan vườn quốc gia gồm các rừng và các động vật như hươu đỏ, lợn rừng, bò cao nguyên (highland cattle) lửng châu Âu và pine marten.